# Provincia di Pordenone
La provincia di Pordenone (provincie di Pordenon in friulano, provincia de Pordenon in veneto) è una "unità non amministrativa" del Friuli-Venezia Giulia con capoluogo Pordenone, istituita nel 1968 per distacco dalla provincia di Udine. Venne soppressa come ente locale il 30 settembre 2017, sostituita dall'ente di decentramento regionale di Pordenone, che ricalca i confini della provincia e ne ha ereditato alcune strutture. Rimane invece inalterata come circoscrizione delle amministrazioni statali sul territorio ed è classificata dall'Istituto nazionale di statistica come unità territoriale sovracomunale non amministrativa.

## Geografia fisica

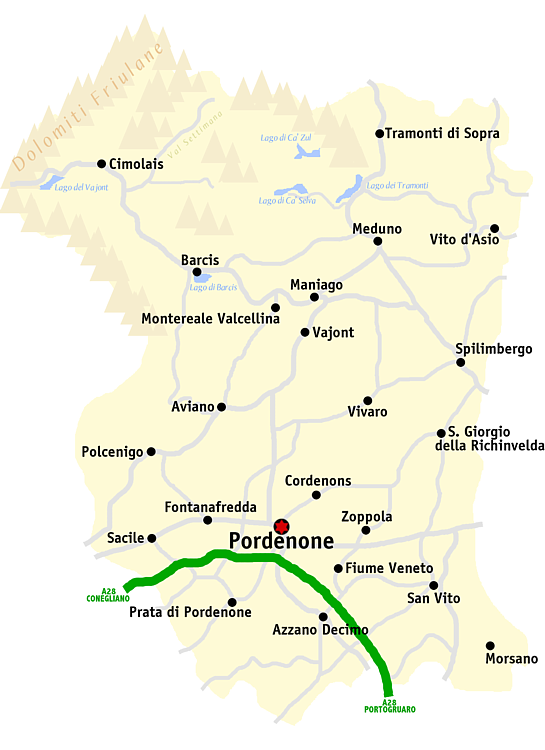
Mappa del territorio provinciale

È una delle quattro province del Friuli-Venezia Giulia, posta tra la media provincia di Udine ad est e il Veneto (provincia di Belluno, Treviso e Venezia) a ovest, confinante a nord e nord-est con la Carnia, ad est, a mezzo del fiume Tagliamento, con la provincia di Udine, a ovest e a sud con il Veneto (provincia di Belluno, Treviso e Venezia) e la pianura veneta, non presentando dunque sbocchi sul mare Adriatico a differenza delle altre province del Friuli-Venezia Giulia. Il territorio comprende parte delle Prealpi Carniche con a nord le Dolomiti Friulane, una parte collinare ed una parte della pianura friulana (alta e bassa friulana). Importante invece è la stazione climatica di Piancavallo posta a sud nelle Prealpi Venete al confine col Veneto.

### Valli
Le valli montane principali sono:
- Val d'Arzino
- Val Cosa
- Val Tramontina
- Val Colvera
- Val Cellina
- Val Cimoliana
- Val Settimana
- Valle del Vajont
- Val Zemola

### Idrografia
I fiumi e laghi principali sono: 
- Tagliamento
- Livenza,
- Cellina,
- Meduna,
- Noncello
- Lago di Barcis
- Lago di Ravedis
- Lago dei Tramonti
- Lago di Cà Selva
- Lago di Cà Zul
- Lago del Vajont

### Ambiente
- Magredi di Cordenons e San Quirino
- Torbiera di Sequals
- Fonti solforose di Anduins
- Grotte verdi di Pradis
- Grotte di Campone
- Parco naturale delle Dolomiti Friulane
- Riserva naturale foresta del Prescudin
- Riserva naturale della forra del Cellina
- Riserva naturale dei Magredi

## Storia
Già nel 1964, con Decreto del presidente della Repubblica 9 settembre 1964, n. 735, venne istituito un circondario di Pordenone nell'ambito della provincia di Udine.
Nel 1968, quando Pordenone fu promossa a capoluogo di provincia, la sigla automobilistica prevista doveva essere PO; a quel punto però, su commissione del consiglio comunale di Prato, il suo segretario prese il treno e andò a Pordenone, a pregare di cambiare sigla, dato che altrimenti Prato avrebbe perso la possibilità di creare la sigla della provincia con il nome della città capoluogo (tutte le altre sigle possibili erano già state utilizzate: PR per Parma, PA per Palermo, PT per Pistoia, e infine proprio PO per Pordenone); il consiglio comunale di Pordenone accettò, e fu così che la sigla venne cambiata in PN, acronimo di Portus Naonis, l'antico nome latino della città.
Nel 1969 cedette il comune di Forgaria nel Friuli alla provincia di Udine.
Il 26 e 27 marzo 2006 i comuni di Cinto Caomaggiore, Pramaggiore, Gruaro e Teglio Veneto hanno tenuto un referendum per chiedere il distacco dalla provincia di Venezia e la relativa aggregazione alla provincia di Pordenone. L'unico comune che ha raggiunto il quorum è Cinto Caomaggiore che nel frattempo è riuscito ad ottenere non solo il parere favorevole del Consiglio regionale del Friuli-Venezia Giulia, ma anche del Consiglio provinciale pordenonese. Al 2023 però il trasferimento non è ancora stato compiuto.

### Simboli
Lo stemma e il gonfalone sono stati concessi con decreto del presidente della Repubblica del 30 aprile 1976.
Stemma
Il motto latino riprende una frase di Sallustio e si può tradurre con "Nella concordia le piccole cose crescono".
Gonfalone
Di foggia regolamentare, riproduce lo stemma della provincia con drappo partito d'azzurro e di giallo, riccamente ornato di ricami d'oro, con l'iscrizione centrata in oro "Provincia di Pordenone".
Bandiera
Divisa orizzontalmente d'azzurro e di giallo con lo stemma della provincia al centro.

### Onorificenze
La provincia di Pordenone è tra le istituzioni insignite della Medaglia d'oro al valor militare il 17 maggio 1945 per i sacrifici delle sue popolazioni e per la sua attività nella lotta partigiana durante la seconda guerra mondiale:

### Evoluzione demografica

Incremento naturale nei comuni della provincia (2010)

### Etnie e minoranze straniere

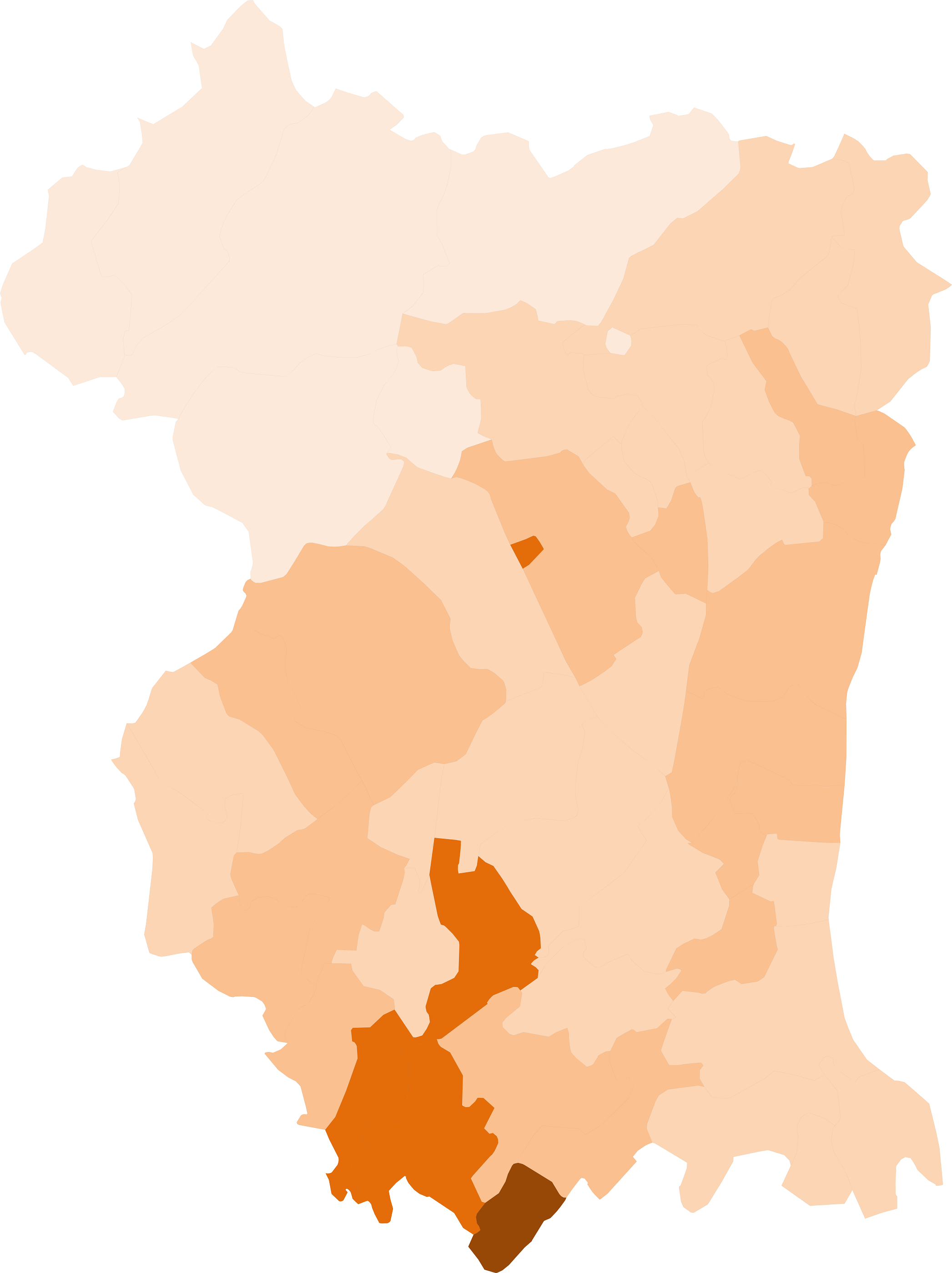
Popolazione straniera nei comuni della provincia (2010)

## Società

### Lingue e dialetti
Oltre alla lingua italiana, nella provincia di Pordenone la popolazione utilizza il friulano occidentale, una variante della lingua friulana. In 37 comuni su 50 della provincia infatti, vige la legge regionale 18 dicembre 2007, n. 29 "Norme per la tutela, valorizzazione e promozione della
lingua friulana". Nei comuni dell'alta Valcellina si parla un idioma di transizione fra il ladino dolomitico ed il friulano.
Nella Città di Pordenone è presente anche il dialetto pordenonese, un dialetto veneto coloniale. Altri idiomi dialettali legati al veneto si parlano in alcuni altri centri della Provincia, come Maniago e Sacile. Nei comuni dell'area sud-occidentale della Provincia si parla il liventino, una variante orientale del veneto.

## Comuni

Gonfalone provinciale

Bandiera provinciale

Appartengono alla provincia di Pordenone i seguenti 50 comuni:
- Andreis
- Arba
- Aviano
- Azzano Decimo
- Barcis
- Brugnera
- Budoia
- Caneva
- Casarsa della Delizia
- Castelnovo del Friuli
- Cavasso Nuovo
- Chions
- Cimolais
- Claut
- Clauzetto
- Cordenons
- Cordovado
- Erto e Casso
- Fanna
- Fiume Veneto
- Fontanafredda
- Frisanco
- Maniago
- Meduno
- Montereale Valcellina
- Morsano al Tagliamento
- Pasiano di Pordenone
- Pinzano al Tagliamento
- Polcenigo
- Porcia
- Pordenone
- Prata di Pordenone
- Pravisdomini
- Roveredo in Piano
- Sacile
- San Giorgio della Richinvelda
- San Martino al Tagliamento
- San Quirino
- San Vito al Tagliamento
- Sequals
- Sesto al Reghena
- Spilimbergo
- Tramonti di Sopra
- Tramonti di Sotto
- Travesio
- Vajont
- Valvasone Arzene
- Vito d'Asio
- Vivaro
- Zoppola

### Comuni più popolosi
I comuni con più di 5 000 abitanti (dati al 31 dicembre 2020) sono nell'ordine:
| Stemma | Comune                  | Abitanti |
| ------ | ----------------------- | -------- |
|        | Pordenone               | 51 648   |
|        | Sacile                  | 19 842   |
|        | Cordenons               | 17 726   |
|        | Azzano Decimo           | 15 557   |
|        | San Vito al Tagliamento | 15 157   |
|        | Porcia                  | 14 999   |
|        | Fontanafredda           | 12 620   |
|        | Spilimbergo             | 11 961   |
|        | Maniago                 | 11 586   |
|        | Fiume Veneto            | 11 679   |
|        | Brugnera                | 9 228    |
|        | Aviano                  | 8 681    |
|        | Prata di Pordenone      | 8 396    |
|        | Zoppola                 | 8 352    |
|        | Casarsa della Delizia   | 8 221    |
|        | Pasiano di Pordenone    | 7 650    |
|        | Sesto al Reghena        | 6 348    |
|        | Caneva                  | 6 330    |
|        | Roveredo in Piano       | 5 925    |
|        | Chions                  | 5 133    |

Il comune più piccolo è Barcis con 244 abitanti.
I cinque comuni con la densità abitativa più alta sono Pordenone (1 344 ab./km²), Vajont (1 057 ab./km²), Sacile (609 ab/km²), Porcia (515 ab/km²), Casarsa della Delizia (410 ab./km²).

## Amministrazione

### Altre informazioni amministrative
Entro i confini provinciali esistono le seguenti unioni di comuni:
- l'Unione dei comuni di Frisanco, Tramonti di Sopra e Tramonti di Sotto.

La provincia di Pordenone insieme al suo capoluogo, faceva parte di diritto del Consiglio delle Autonomie del Friuli-Venezia Giulia, la cui sede era a Udine.
Sul territorio provinciale operava una comunità montana:
- Comunità Montana del Friuli Occidentale, con sede legale a Barcis e sedi decentrate a Meduno e Polcenigo.

### Città dell'ex provincia di Pordenone
I comuni dell'ex provincia di Pordenone che sono stati insigniti del titolo di città da parte dello Stato Italiano o istituzioni precedenti sono:
- Pordenone, città sin dal medioevo, riconosciuta ufficialmente dal 1840
- Sacile, con regio decreto del 12 maggio 1920
- Spilimbergo, con decreto del presidente della Repubblica del 9 ottobre 1968
- Casarsa della Delizia, con decreto del presidente della Repubblica del 25 ottobre 2000

Dal 2003 il titolo di città viene concesso da parte della Regione Friuli-Venezia Giulia, con apposita legge regionale; i comuni sono:
- Maniago, con decreto del Presidente della Regione del 18 marzo 2003
- Porcia, con decreto del Presidente della Regione del 18 marzo 2003
- Cordenons, con decreto del Presidente della Regione del 22 dicembre 2004

## Economia
Le principali industrie pordenonesi sono la Zanussi, diventata poi Electrolux, la Savio, la Valcucine, la Jacuzzi, la Onda Communication, la Cimolai, la ZML Industries, la C-Blade, la Pietro Rosa TBM e la Roncadin.
È molto fiorente l'industria metalmeccanica e quella del mobile. Questi settori sono ben rappresentati dalla presenza di tre importanti distretti industriali: il distretto del Mobile del Livenza, il distretto della Componentistica e Termoelettromeccanica e il Distretto del Coltello di Maniago.
Significativa anche la presenza del comparto della subfornitura (meccanica, plastica, tessile, legno, elettromeccanica).
Fra le strutture a servizio delle imprese operano:
- la Camera di Commercio I.A.A. di Pordenone e la sua Azienda Speciale ConCentro[11].
- il Centro Regionale della Subfornitura del Friuli-Venezia Giulia, Centro di eccellenza a supporto della subfornitura regionale[12].

A Pordenone inoltre ha sede il Polo Tecnologico: un'area di ricerca affiliata all'Area Science Park di Trieste, dove molte aziende della zona svolgevano attività di ricerca e sviluppo. Una mappa completa delle strutture economiche provinciali è consultabile alla sezione business del sito pordenonewithlove.it.

### Turismo
La località turistica principale della provincia di Pordenone è Piancavallo.
Le manifestazioni turistico-culturali più importanti sono: il festival del libro con gli autori "pordenonelegge.it"; "Dedica" ; le "Giornate del Cinema Muto", la "Sagra degli osei" di Sacile, "Folkest" di Spilimbergo, "Coltello in Festa" di Maniago.
È di particolare interesse il Parco naturale delle Dolomiti Friulane (Claut, località sciistica, Cimolais), la Valcellina (Barcis, lago, Andreis, Montereale Valcellina), la Riserva regionale dei Magredi (Maniago, Vivaro, San Quirino), la Val d'Arzino (Vito d'Asio, fonti solforose di Anduins, castello Ceconi e Pinzano al Tagliamento), la Val Tramontina (Tramonti, i 3 laghi, Campone), la Val Colvera (Frisanco), la Val Cosa (Clauzetto, grotte di Pradis), la Valle del Vajont (Erto e Casso, lago del Vajont) e i centri di Spilimbergo, San Vito al Tagliamento, Sesto al Reghena, Cordovado, Valvasone, Porcia e Sacile, nonché Pordenone. Rinomata località sciistica già citata è Piancavallo, in comune di Aviano.
Nel 2015, la Città di Maniago è stata insignita della Bandiera arancione dal Touring Club Italiano, per la varietà e il valore del contesto storico, culturale e naturalistico.
"Pordenone with Love: segui il nostro cuore, amerai la nostra provincia" era lo slogan della promozione turistica che invitava a visitare il sito istituzionale ufficiale turistico provinciale Pordenone with love.

## Infrastrutture e trasporti

### Strade

#### La SS13
La strada principale, più importante e più trafficata della provincia di Pordenone è la Strada statale 13 Pontebbana, che taglia la provincia in senso latitudinale, dal centro abitato di Sacile (dove entra dalla provincia di Treviso) al centro abitato di Casarsa della Delizia, passando per Fontanafredda, Porcia, Pordenone, Fiume Veneto, Zoppola ed entrando in provincia di Udine attraverso il Ponte della Delizia, che si trova in comune di Valvasone Arzene.
Dalla sua importanza viaria deriva una innegabile ripercussione nella geografia umana ed economica del territorio provinciale: lungo il suo asse si riscontra, infatti, la più alta densità abitativa della provincia (i comuni di Pordenone capoluogo, Sacile, Porcia e Casarsa della Delizia, tutti attraversati dall'arteria, sono 4 dei 5 più densamente popolati, ma in generale gli insediamenti abitativi sono pressoché continui - o tutt'al più alternati ad insediamenti commerciali ed industriali - anche nei punti in cui la densità scende leggermente), nonché la più alta densità commerciale (soprattutto in corrispondenza del grande polo commerciale di Pordenone est, che copre una superficie ininterrotta di circa 4 km, dai pressi del fiume Meduna allo svincolo della A28 di Cimpello).

#### Altre strade principali
Altre arterie stradali di notevole importanza sono la SS251, che parte dalla Pedemontana (dove entra dalla provincia di Belluno) scendendo verso il capoluogo, per poi correre parallela alla A28 da Pordenone a Portogruaro (Venezia), attraversando il centro abitato di Azzano Decimo; la SS463, che, entrata dalla provincia di Udine, si innesta con la SS13 presso Casarsa della Delizia e raggiunge Portogruaro attraversando San Vito al Tagliamento e Cordovado, superata la quale si immette nella città metropolitana di Venezia; la SS464, che attraversa in senso latitudinale la Pedemontana, da Spilimbergo (dove entra in provincia di Udine) fino a Maniago.
All'interno della provincia vi sono poi altre arterie locali, attraversate da notevoli flussi di traffico. Tra queste, la SP35 "Opitergina" che da Pordenone raggiunge Oderzo (Treviso) passando per Prata di Pordenone; la SP29 "Pedemontana Occidentale", che da Caneva raggiungeva Montereale Valcellina (e raccordandosi con la viabilità principale, collega di fatto Sacile con Maniago); la SP1 "Val d'Arzino", che da Spilimbergo (dove si innesta con la SS464) raggiungeva Motta di Livenza, intersecando la SS13 a Casarsa della Delizia ed attraversando San Giorgio della Richinvelda, Valvasone Arzene, San Vito al Tagliamento, Chions e Pravisdomini, entrando poi in provincia di Treviso; l'arteria Cimpello - Sequals, che parte da Pordenone est (in comune di Fiume Veneto) e, superata Zoppola, sale verso nord fino ad innestarsi alla SS464 all'altezza di Sequals. La SS552, che sempre da Sequals sale verso Meduno, Tramonti e il Passo del Monte Rest, dove entra in provincia di Udine in comune di Socchieve.

### Ferrovie
La linea ferroviaria principale che attraversa la provincia è la Udine-Venezia. I centri più importanti, in cui si trovano le stazioni ferroviarie principali, posti su tale linea sono Pordenone capoluogo, Sacile e Casarsa della Delizia.
Stazioni minori, sulla stessa linea, erano presenti a Cusano di Zoppola e Fontanafredda.
Le altre due linee ferroviarie pordenonesi si innestano a Sacile (linea Sacile-Gemona del Friuli) e a Casarsa (linea Casarsa-Portogruaro).
I centri principali attraversati dalla prima sono Aviano e Maniago; dalla seconda sono San Vito al Tagliamento e Cordovado.

### Autostrade
L'unica autostrada della provincia è la A28 Portogruaro - Pordenone - Conegliano, che entra nel pordenonese dalla città metropolitana di Venezia all'altezza dello svincolo di Sesto al Reghena ed esce nella provincia di Treviso dopo lo svincolo di Sacile Ovest.

## Galleria d'immagini

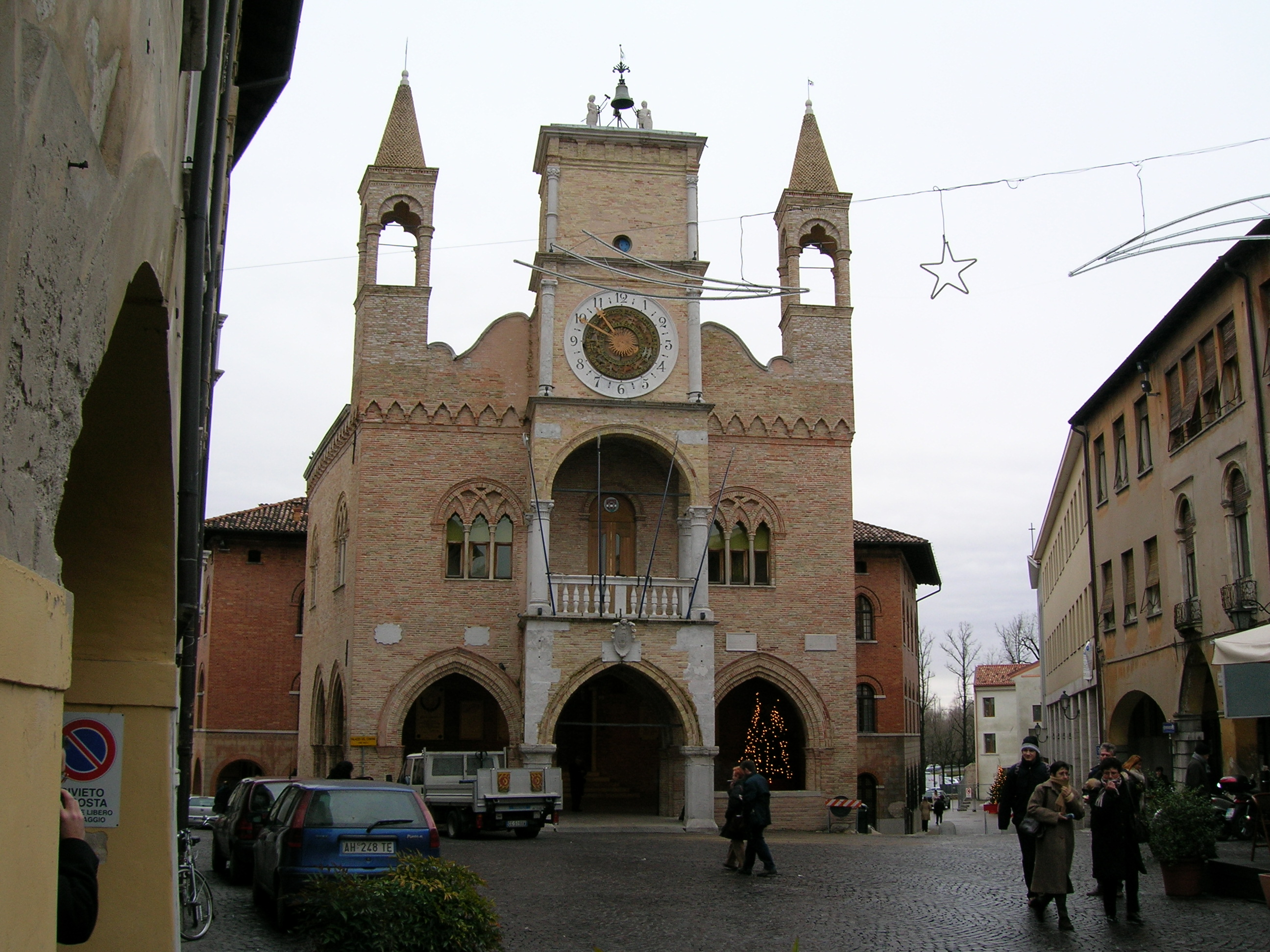
Pordenone
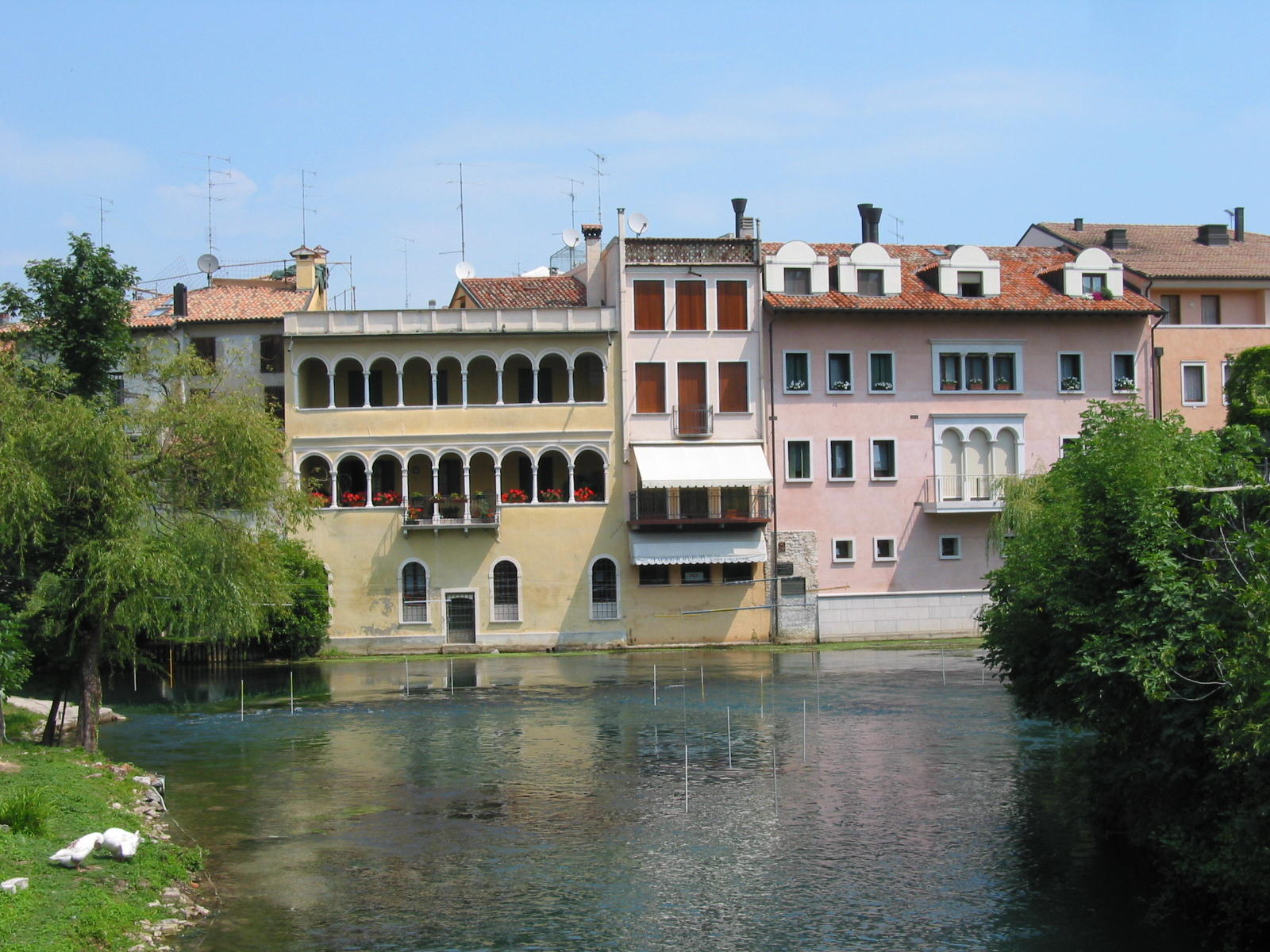
Sacile
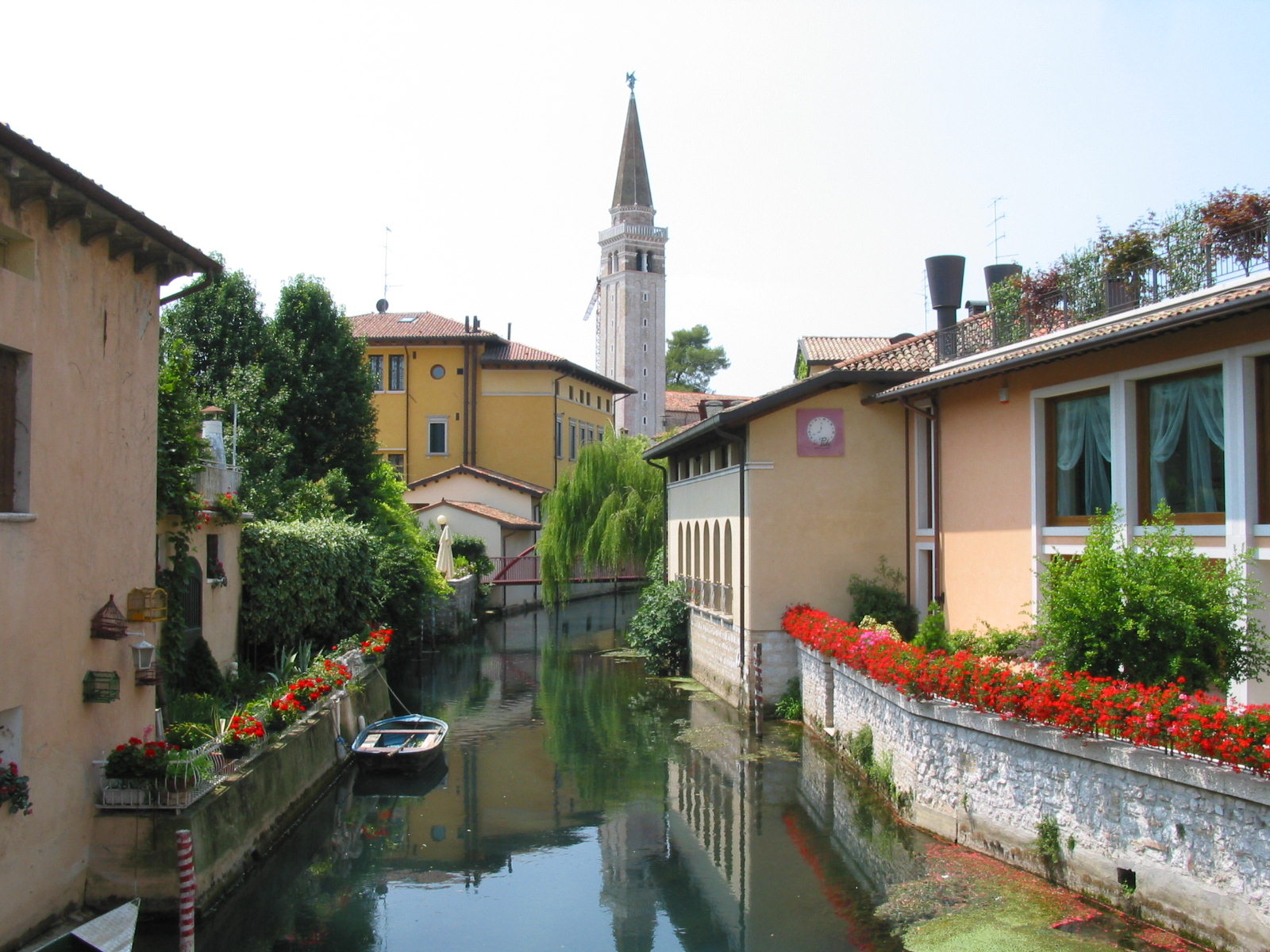
Il Livenza nei pressi di Sacile
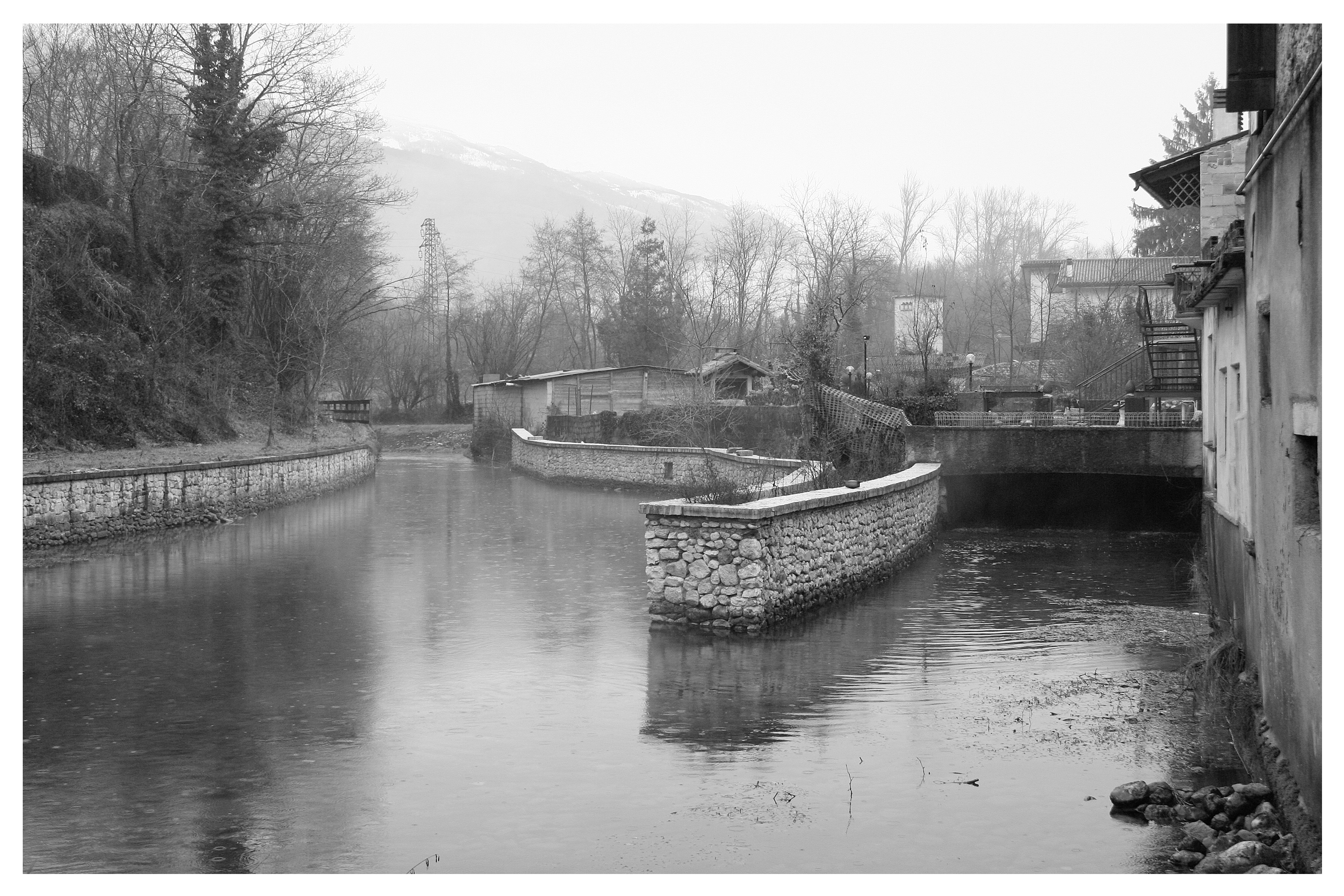
Il Livenza nei pressi di Polcenigo
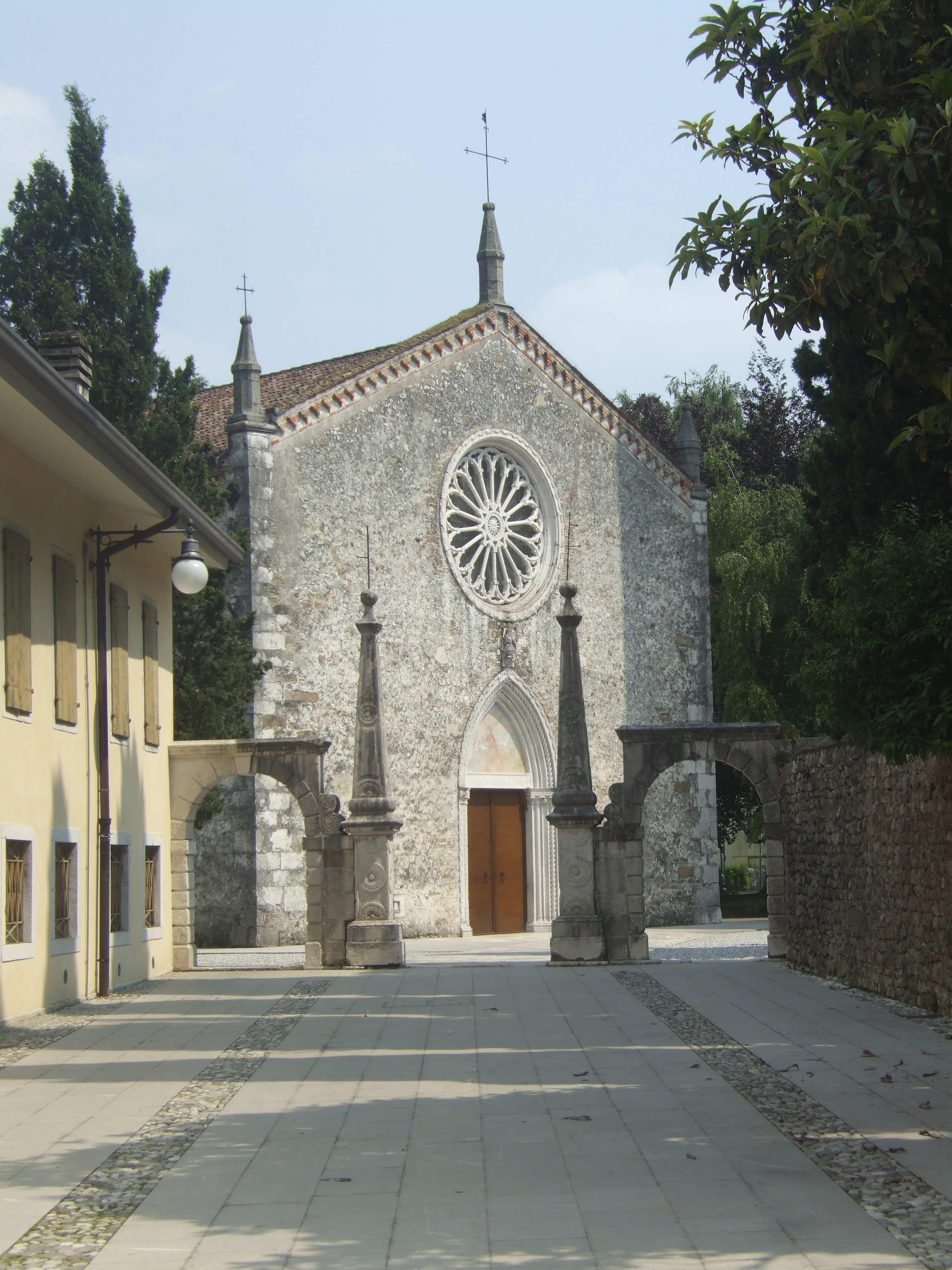
Il Duomo di San Mauro Martire di Maniago
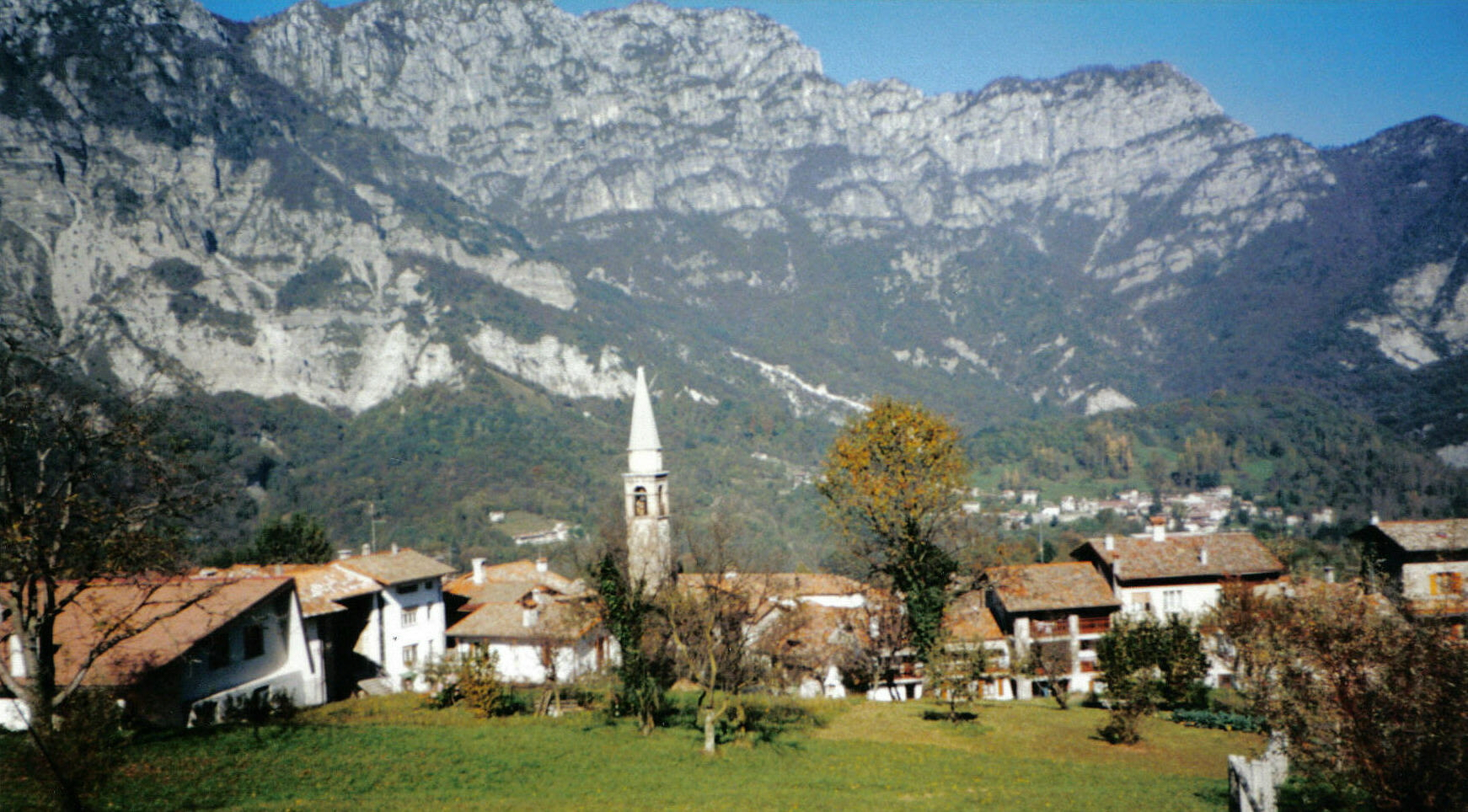
Frisanco
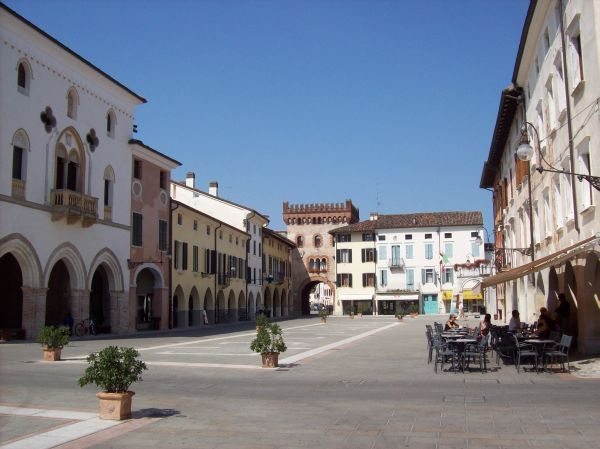
San Vito al Tagliamento
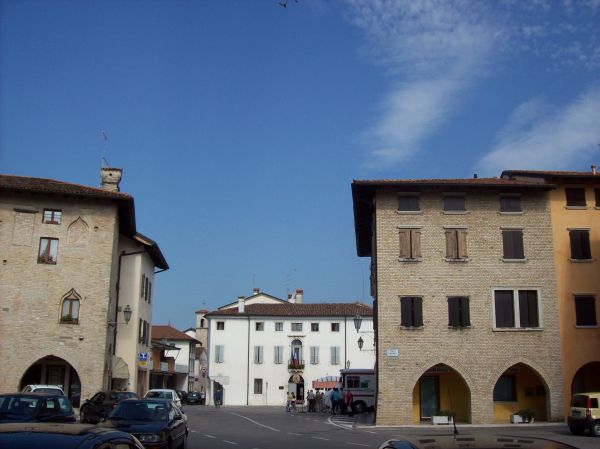
Valvasone Arzene
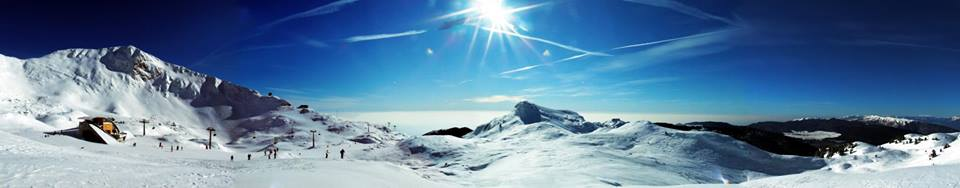
Piancavallo
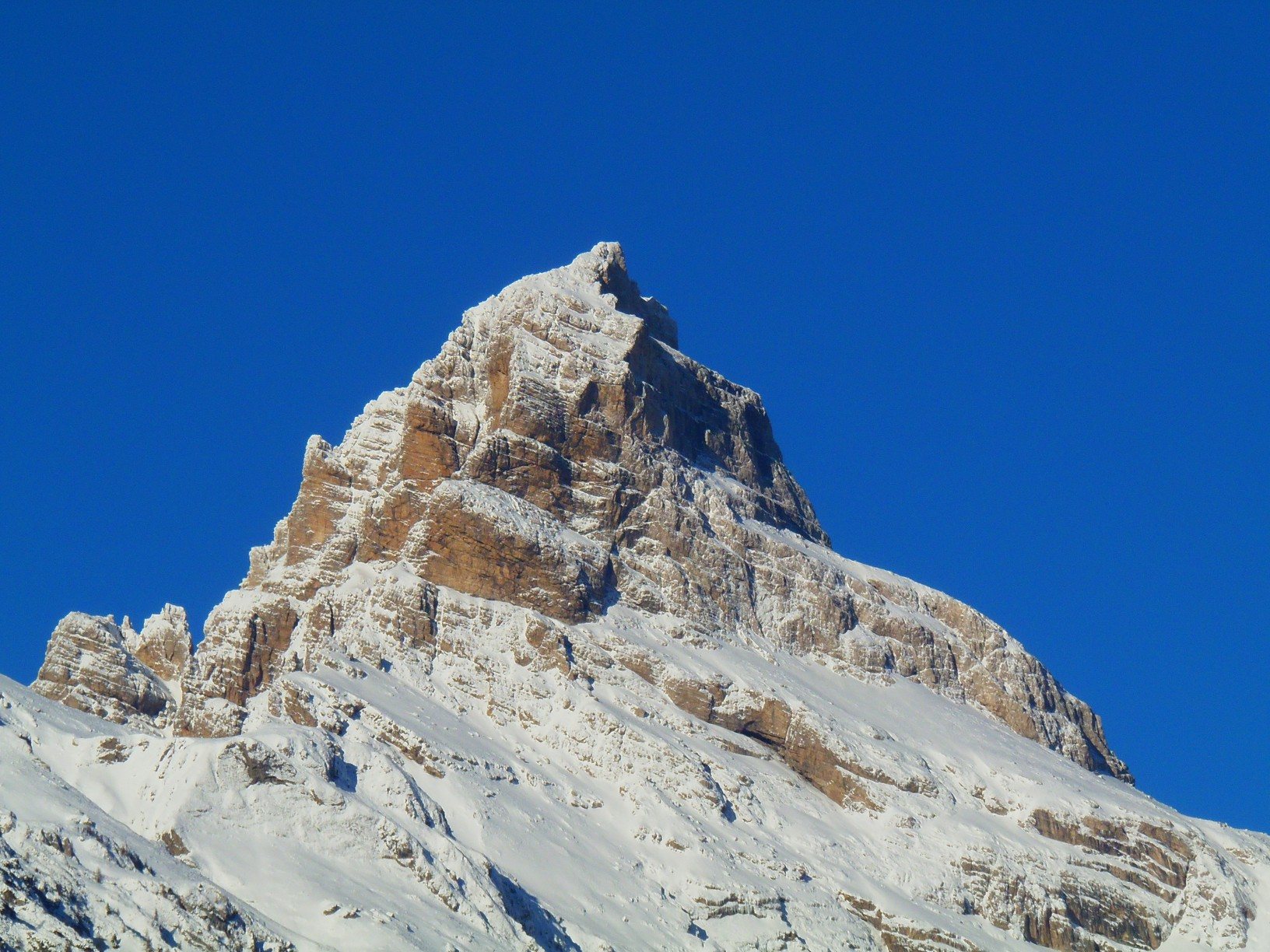
Il Monte Duranno, rappresentativo delle Dolomiti Friulane
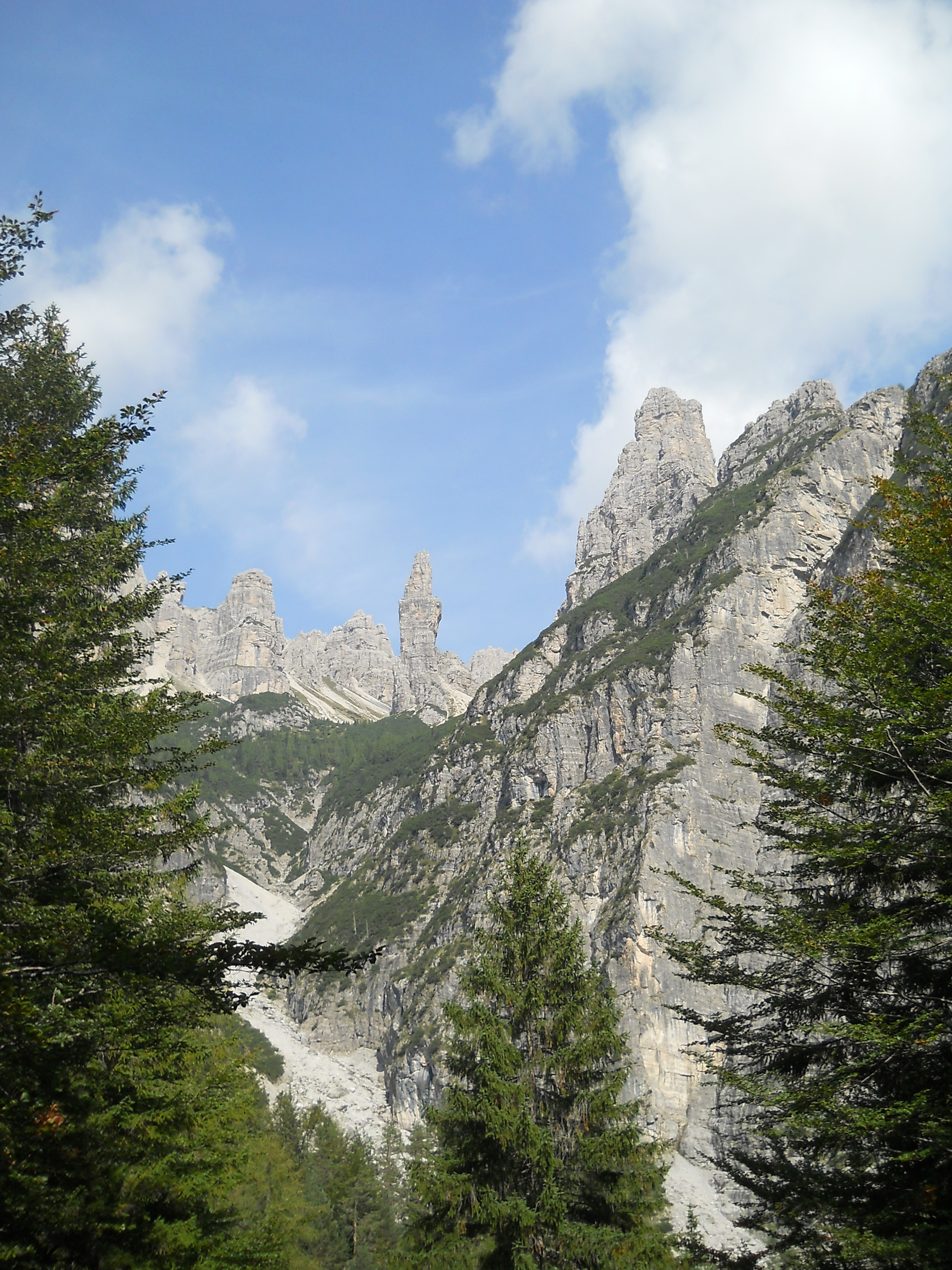
Campanile di Val Montanaja, Cimolais